# Charly tango
Charly Tango es una telenovela chilena producida y emitida por Canal 13 entre el 27 de septiembre y el 8 de diciembre de 2006. Fue dirigida por Herval Abreu. La idea original es de Arnaldo Madrid y Fernando Aragón y fue desarrollada y escrita por Jorge Maestro. Los libretos estuvieron a cargo de Francisca Bernardi (Tentación, Gatas y tuercas), Andrés Telias (Gatas y tuercas), Jaime Morales (Tentación) y José Fonseca (Búscate la vida), luego del fracaso de Descarado.
Al igual que en la teleserie Gatas y tuercas la historia es una comedia urbana romántica y tiene como protagonistas a pilotos de avión que son parte de una agencia de turismo. Sin embargo la historia fue totalmente distinta a la anterior que tenía como base la guerra de los sexos.
Tras su fracaso de sintonía en el horario de las ocho de la noche, la telenovela es cambiada de horario. Desde el 6 de noviembre se emitió a las 18:30 horas. Canal 13 anunció que sería recortada a tan sólo 60 capítulos y que las grabaciones finalizarían a fines de noviembre. Así, su final fue el día 8 de diciembre, con solamente 52 capítulos. Se convirtió en la teleserie menos vista de la historia de Canal 13 con 8,5 puntos de índice de audiencia luego de destronar a Buen partido (2002) la cual tenía 8,6 puntos.  Fue ampliamente superada por Floribella TVN y serie Casado con hijos (Mega),
Tuvo a Felipe Braun, Paola Giannini, Diego Muñoz, Alejandra Herrera, Luciano Cruz-Coke, Carolina Varleta y Nicolás Saavedra en los papeles principales.

## Argumento
Es el reino de Polo (Felipe Braun); un ciego. Tomás (Diego Muñoz), Álvaro (Luciano Cruz-Coke) y Pablo (Nicolás Saavedra) son los atrevidos pilotos dispuestos a cumplir sus más anhelados sueños a bordo de avionetas donde son acompañados por bellas guías turísticos en lugar de azafatas. 
Su amistad será puesta a prueba cuando desde el cielo les "caiga" una gran sorpresa que cambiará para siempre sus vidas. 
Además la novia de Polo, Fernanda (Paola Giannini) es una mujer muy sofisticada y cometerá el gran error (para ella) de enamorarse de Tomás, un subalterno de su pareja, lo que la desestabilizará.
Pero también el fútbol tomará forma de amor cuando se vea la entretenida historia de una pareja de jóvenes que son Rayén (Nathalie Nicloux) y Diego (Nicolás Poblete) separados frente a su fanatismo por equipos diferentes, la U y el Colo-Colo.
También estará el conflicto de las hermanas Mara (Maria Izquierdo) y Milena (Esperanza Silva), quienes en el pasado formaban un famoso dúo musical de boleros, pero todo se quebró cuando Milena se fugó al extranjero con el marido de Mara, quien también era su mánager. Sin embargo, después de varios años, Milena regresa de Miami para reconciliarse con su hermana y volver a los escenarios.
Otra de las historias será la de Ninoska (Katty Kowaleczko) una mujer que en las noches baila en un club nocturno, encantando a los solteros y ejecutivos que asisten al lugar, pero en el día es una mujer recatada y oprimida por su conservadora hermana Valeska (Marcela Medel). Ambas disputarán el amor de un hombre.
Amores y desamores, una feria del barrio Persa donde está Dayana (Alejandra Herrera) una hermosa y extrovertida vendedora, ella desde muy pequeña está enamorada de Álvaro. Ambos se conocen de la niñez y su amor ha crecido como si siguieran teniendo seis años. Esto puede cambiar cuando Dayana comience a trabajar en Charly Tango, ya que se sentirá utilizada por Álvaro para ocultar su verdad.
Un loco edificio de departamentos, donde vive gente de excéntricas personalidades a donde llegará Alma (Mariana Loyola) una joven del sur que viene a ver su tío y que recientemente falleció en un incendio, y una exótica agencia de turismo son los mundos que se verán en esta nueva producción del área dramática de Canal 13.

## Reparto
- Felipe Braun como Polo Valdés
- Paola Giannini como Fernanda Ortiz
- Diego Muñoz como Tomás Riquelme
- María Izquierdo como Mara Vidal
- Luciano Cruz-Coke como Álvaro Edwards
- Mariana Loyola como Alma Uribe
- Nicolás Saavedra como Pablo García
- Carolina Varleta como Antonella Bordoni
- Alejandra Herrera como Dayana Mateluna
- Berta Lasala como Blanca Randall
- Esperanza Silva como Milena Vidal
- Gabriela Hernández como Lorenza Salazar
- Maricarmen Arrigorriaga como Alicia Ferrada
- Erto Pantoja como Galvarino Reyes
- Katty Kowaleczko como Ninoska Patiño
- Rodrigo Bastidas como Vladimir Rojas
- Marcela Medel como Valeska Patiño
- Samuel Villarroel como Mario Sánchez
- Teresa Munchmeyer como Corina Santander
- Nicolás Poblete como Diego Sánchez
- César Sepúlveda como Daniel Osorio
- Javiera Díaz de Valdés como Isabel Marambio
- Sebastián de la Cuesta como Vicente Ovalle
- Nathalie Nicloux como Rayén Reyes
- Catherine Mazoyer como Javiera
- Nicolás Fontaine como Matías Ovalle
- Natalie Soublette como Cristina
- José Jiménez como Chamaco Reyes
- Magdalena Müller como Camila Riquelme
- Benjamín Walker como Felipe Valdés

## Banda sonora
- Mora Lisa - Y salir a Volar
- Diego González - Responde (Fernanda y Tomás)
- Maná - Labios Compartidos (Fernanda y Polo)
- Gustavo Cerati - Crimen (Fernanda, Polo y Tomás)
- Paris Hilton - Turn it up (Blanca)
- El sueño de Morfeo - Esta soy yo (Antonella)
- Julieta Venegas - Me Voy (Dayana)
- Reik - Niña (Diego y Rayén)
- Axel - Tu amor por siempre (Fernanda y Tomás)
- Los Bunkers - Ahora que no estás (Pablo y Daniela)
- The Rasmus - In the shadows (Daniel/a y Chabe)
- Jesse y Joy - Espacio Sideral (Pipo y Camila)
- Franz Ferdinand - The Fallen (?)
- AFI - Miss Murder (Alma)
- Varella - Semental (Álvaro)
- Bacilos - Contigo se va (?)
- Juanes - Lo que me gusta a mi (Mario y Alicia)
- Robbie Williams - Feel (?)

## Audiencia
| Horario               | # Eps. | Estreno                  | Estreno         | Final                  | Final           | Posición | Temporada | Muy Bajo |
| Horario               | # Eps. | Data                     | Primer capítulo | Data                   | Último capítulo | Posición | Temporada | Muy Bajo |
| --------------------- | ------ | ------------------------ | --------------- | ---------------------- | --------------- | -------- | --------- | -------- |
| Lunes - Viernes 20:00 | 52     | 27 de septiembre de 2006 | 16,7            | 8 de diciembre de 2006 | 8,6             | -        | 2006      | 8,5      |

## Curiosidades
- La historia tuvo como nombre tentativo "Vuelo a Ciegas".
- Muchos problemas fueron los que tuvo que enfrentar la producción de esta teleserie para realizarse que fue grabada en varias locaciones de la capital como Vitacura y el Aeródromo Tobalaba, además de Viña del Mar y Pucón. Primero fue el retraso en las grabaciones, ya que el director quería a una actriz extranjera en el rol protagónico. Luego se sumó la partida de uno de los guionistas, Fernando Aragón apelando a problemas de salud. Luego de eso Arnaldo Madrid también renunció, debido a diferencias con Herval Abreu. Sumándole a esto, el actor Cristián Campos quien originalmente interpretaría al ciego Polo, fue designado Agregado Cultural en Estados Unidos, ofrecimiento el cual no pudo rechazar. Hubo una búsqueda para el reemplazo y se pensó en Luciano Cruz-Coke, pero para que el quedará de pareja con Alejandra Herrera (reviviendo la recordada pareja de amor a domiclio), finalmente se optó por Felipe Braun, quien además trabajó de pareja con Paola Giannini en Gatas y Tuercas. A pesar de estas dificultades hubo algunos aciertos como la contratación de Alejandra Herrera, quien estaba ausente de las teleseries desde el 2001 y ahora está viviendo la popularidad gracias su personaje de la Nany, y Gabriela Hernández, actriz de larga trayectoria que regresa a Canal 13 después de su paso por TVN por 5 años y que había quedado cesante. También se integró Natalie Nicloux, actriz que se hizo conocida en el programa SCA del canal de cable nacional Vía X y que hace su debut en teleseries. Otro que debuta es Benjamín Walker, hijo de la conocida cantante chilena, Cecilia Echenique.
- Dentro de los últimos actores que se integraron a esta teleserie fueron Natalie Soublette, Catherine Mazoyer y Nicolás Fontaine. Soublette interpretó a la mejor amiga de la protagonista Fernanda (Paola Giannini), Mazoyer fue la mejor amiga de Antonella y exnovia de Tomas y Fontaine es uno de los empleados de Polo (Felipe Braun).
- Tras el fracaso  de Charly Tango. varios actores abandonaron Canal 13. Primero se supo que Alejandra Herrera no quiso renovar contrato con Canal 13, por priorizar su religión y retirarse de la televisión por un tiempo. Esa misma semana Carolina Varleta decide emigrar a Mega para participar en la serie Tres son Multitud, se le ofreció participar en la teleserie que se grabaría en Puerto Rico Don Amor, pero rechazó la oferta. Mariana Loyola dice sentirse cansada de las teleseries; por estas declaraciones Canal 13 no le renueva contrato, pero Mega le ofreció participar en la versión chilena de "Los Roldan" de Argentina, y aceptó.
- La salida de Mariana Loyola trajo consigo también la salida de Felipe Braun y Luciano Cruz-Coke, al igual que Mariana Loyola para participar en la teleserie "Los Roldan" que aquí se llamaría Fortunato.
- Diferentes son el caso de Rodrigo Bastidas, Esperanza Silva, Erto Pantoja, Javiera Díaz de Valdés, Nicolás Poblete Sebastián de la Cuesta Samuel Villarroel y Marcela Medel a quienes no se le renueva contrato y quedan fuera de Canal 13.
- La actriz Paola Giannini estuvo alejada 1 año de Canal 13 debido a su embarazo. Se integra al alargue de la teleserie Lola en 2008.
- María Izquierdo y Katty Kowaleczko fueron trasladadas al primer semestre del 2007 para la teleserie Papi Ricky, Gabriela Hernández estaba contemplada para participar en la teleserie que se grabaría en Puerto Rico Don Amor.
- En esta teleserie fue el debut como actriz de en ese entonces una desconocida Magdalena Müller, que en el 2007 se convierte uno de los protagonistas de la serie juvenil Amango interpretando a Magdalena De La Fuente, desde ese entonces se conoce popularmente como "Maida", por tener el mismo nombre tanto en la serie como en la vida real.